# Crambus quinquareatus
Crambus quinquareatus là một loài bướm đêm trong họ Crambidae.